# Бос, Джагдиш Чандра
Сэр Джагадиш Чандра Бос, также встречаются варианты написания фамилии — Бошу, Бозе, Боше; (англ. Jagadish Chandra Bose, бенг. জগদীশ চন্দ্র বসু Jôgodish Chôndro Boshu; 30 ноября 1858 — 23 ноября 1937) — бенгальский учёный-энциклопедист: физик, биолог, биофизик, ботаник, археолог и писатель-фантаст. Он был одним из основоположников исследования радио и микроволновой оптики, внёс существенный вклад в науку о растениях, основал фонды экспериментальной науки на индийском субконтиненте. Его считают одним из создателей радио и отцом бенгальской научной фантастики. В 1904 году Бос первым из индусов получил патент США.
Рождённый в Бенгалии во время британской власти Бос окончил Калькуттский Президентский колледж. Затем он изучал медицину в Лондонском университете, но не мог закончить свои исследования из-за проблем со здоровьем. Он вернулся в Индию и устроился профессором физики в Президентский колледж Университета Калькутты. Там, несмотря на расовую дискриминацию и нехватку финансирования и оборудования, Бос продолжил свои научные исследования. Им была успешно осуществлена беспроводная передача сигналов, и он был первым, кто использовал полупроводниковые переходы для детектирования радиосигналов. Однако, вместо того, чтобы пытаться получить коммерческую выгоду из этого изобретения, Бос опубликовал свои работы, чтобы позволить другим исследователям развивать его идеи. Впоследствии он провёл пионерские исследования в области физиологии растений. Он использовал своё собственное изобретение — крескограф, чтобы измерить ответ растений на различные стимулы, и таким образом с научной точки зрения доказал параллелизм между тканями растений и животных. Хотя Бос и запатентовал одно из своих изобретений под давлением своих коллег, было известно его неприятие патентования. Теперь, спустя много десятков лет после его смерти, его вклад в современную науку является общепризнанным.

## Юность и образование
Бос родился в округе Муншигандж в Бенгалии (теперь Бангладеш) 30 ноября 1858 года. Его отец Бхагаван Чандра Бос был Брахмо и лидером Брахмо-самадж и работал представителем судьи / специальным уполномоченным помощника в Фардипуре, Бардхамане и других местах. Его семья произошла из деревни Рарихал в Бикрампуре (сейчас округ Муншигандж в Бангладеш).
Образование Бос началось в народной школе, потому что его отец полагал, что нужно знать родной язык прежде, чем начать изучать английский язык, и что нужно также знать собственный народ. Выступая на конференции в Бикрампуре в 1915 году, Бос сказал:

В то время отправление детей в английские школы было знаком аристократического положения в обществе. В народной школе, в которую меня послали, справа от меня сидел сын отцовского слуги-мусульманина, а слева сын рыбака. Они были моими приятелями. Я зачарованно слушал их истории про птиц, животных и водных существ. Возможно, из этих историй и зародился в моём сознании пристальный интерес к изучению творений Природы. Когда я возвращался домой из школы с товарищами, моя мать встречала и кормила всех нас без дискриминации. Хотя она была правоверной дамой старых обычаев, она никогда не винила себя в непочтительности к богам, обращаясь с этими «неприкасаемыми» как со своими детьми. Именно из-за моей детской дружбы с ними я никогда не считал их «существами низшей касты».

Бос поступил в школу Дэвида Хейра в 1869 году, а затем в школу при Колледже Св. Ксаверия в Калькутте. В 1875 году он выдержал вступительный экзамен (эквивалентный окончанию школы) Университета Калькутты и был принят в Калькуттский колледж Св. Ксаверия. Там Бос познакомился с иезуитом Эженом Лафоном, который сыграл существенную роль в развитии его интереса к естественным наукам. Степень бакалавра в Университете Калькутты Бос получил в 1879 году.
Бос хотел уехать в Англию, чтобы стать индийским государственным деятелем. Однако его отец, будучи государственным служащим, отменил его планы. Он желал, чтобы его сын был учёным, который не будет «управлять никем, но управлять собой». Бос всё-таки отправился в Англию для изучения медицины в Лондонском университете, однако вынужден был уехать из-за плохого здоровья. Запах в комнатах для вскрытия, как говорят, усилил его болезнь.
По рекомендации Ананда Мохана — его шурина и первого индийского выпускника Кембриджа, занявшего второе место на экзамене по математике, — он поступил в Колледж Христа в Кембридже для изучения естествознания. Он получил трайпос по естествознанию в Кембриджском университете и бакалавра естественных наук в Лондонском университете в 1884 году. Среди учителей Боса в Кембридже были лорд Рэлей, Майкл Фостер, Джеймс Дьюар, Фрэнсис Дарвин, Фрэнсис Бальфур и Сидни Винс. В то время, когда Бос был студентом в Кембридже, Прафулла Чандра Рой был студентом в Эдинбурге. Они встретились в Лондоне и стали близкими друзьями.
Во второй день двухдневного семинара, проведённого в Азиатском обществе 28-29 июля 2008 года (Калькутта) по случаю 150-й годовщины рождения Джагдиша Чандры Боса, профессор Шибаджи Раха — директор Калькуттского института им. Боса — сказал в своей прощальной речи, что он лично проверил реестр Кембриджского университета, чтобы подтвердить факт, что в дополнение к трайпосу в том же 1884 году Бос получил и степень магистра искусств.

## Президентский колледж

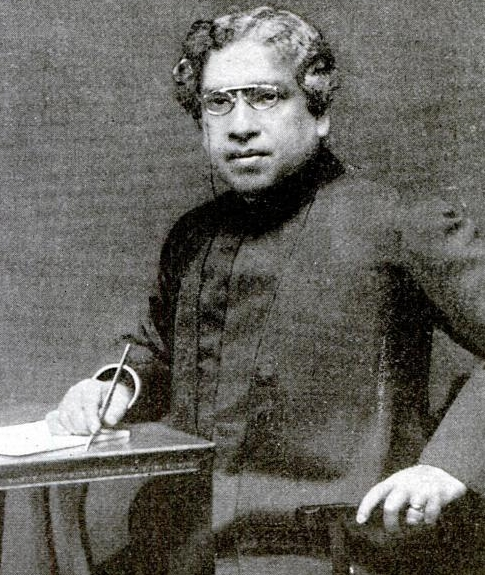
Джагдиш Бос

Бос вернулся в Индию в 1885 году с письмом от известного экономиста Генри Фоссета вице-королю Индии лорду Рипону. По запросу лорда Рипона директор государственного обучения сэр Альфред Крофт назначил Боса исполняющим обязанности профессора физики в Президентском колледже. Ректор колледжа Чарльз Генри Тауни возражал против этого назначения, но вынужден был согласиться.
Босу не было предоставлено оборудование для проведения исследований. Кроме того, он стал «жертвой расизма» в смысле оплаты труда. Тогда индийскому профессору платили 200 рупий в месяц, в то время как его европейский коллега получал 300 рупий. Так как Бос был только исполняющим обязанности, ему предложили зарплату только 100 рупий в месяц. Обладая чувством собственного достоинства и национальной гордости, Бос выбрал в качестве протеста новую замечательную форму: он отказался от получения зарплаты. Фактически он продолжал работать в течение трёх лет, вообще отказавшись от зарплаты. В конце концов и Крофт и Тауни признали преподавательские таланты Боса и его благородный характер. Ему предоставили постоянное место профессора с единовременной выплатой полной суммы за прошедшие три года преподавания.
В Президентском колледже в то время не было своей лаборатории. Бос проводил свои исследования в маленькой (2,23 м²) комнатке. Он изготавливал оборудование для своих исследований с помощью одного неопытного жестянщика. Сестра Ниведита писала:

Я была в ужасе, наблюдая, как великого труженика непрерывно отвлекали от серьёзной работы и заставляли решать мелкие проблемы… Режим работы в колледже для него был установлен настолько трудным, насколько это было возможно сделать, чтобы у него не оставалось времени для проведения исследований.

После ежедневной рутинной работы, которую он выполнял с большой добросовестностью, глубокой ночью он проводил исследования.
Кроме этого, колониальная политика британского правительства не способствовала попыткам проведения оригинальных исследований. Бос тратил свои с трудом заработанные деньги на покупку оборудования для проведения своих экспериментов. В течение десяти лет после появления в Президентском колледже Бос стал пионером в зарождающейся области исследования беспроводных волн.

## Женитьба
В 1887 году Бос женился на Абале — дочери известного реформатора из общества «Брахмо-самадж» Дурги Мохандаса. Абала была награждена Бенгальской правительственной стипендией в 1882 году для изучения медицины в Мадрасе, но не доучилась из-за плохого здоровья. Во время их женитьбы финансовое положение Боса из-за отказа от получения мизерной зарплаты и из-за долгов отца было плачевным. Молодожёны терпели лишения, но сумели выжить и в конечном счёте возместили долги отца Боса. Родители Боса прожили несколько лет после того, как их долги были уплачены.

## Исследование радио
Британский физик-теоретик Джеймс Максвелл математически предсказал существование электромагнитных волн с разной длиной волны. Он умер в 1879 году, не дожив до экспериментальной проверки своего предположения. Британский физик Оливер Лодж продемонстрировал существование волн Максвелла, передав их по проводам в 1887—1888 годах. Немецкий физик Генрих Герц в 1888 году экспериментально показал существование электромагнитных волн в свободном пространстве. Впоследствии Лодж продолжил работу Герца, прочитал юбилейную лекцию в июне 1894 года (после смерти Герца) и издал её в виде книги. Работа Лоджа привлекла внимание учёных в разных странах, включая Боса в Индии.
Замечательной особенностью работы Боса являлось его понимание неудобства работы с длинноволновым излучением и проведение исследований в микроволновом диапазоне с длинами волн миллиметрового уровня (около 5 мм).
В 1893 году Никола Тесла демонстрирует первую открытую радиосвязь. Год спустя, в ноябре 1894 года (или 1895 года) на публичной демонстрации в Калькутте Бос зажигал порох и звонил в звонок на расстоянии, используя микроволновое излучение миллиметрового диапазона. Вице-губернатор сэр Вильям Маккензи засвидетельствовал демонстрацию Боса в Калькуттской ратуше. Бос написал в бенгальском эссе «Adrisya Alok» («Невидимый свет»):

Невидимый свет может легко пройти через кирпичные стены, здания и т. д. Поэтому с его помощью могут быть переданы сообщения без проводов.

В России подобные эксперименты проводил А. С. Попов. Записи из отчётов Попова, сделанные им в декабре 1895 года, указывают на то, что он надеялся осуществить беспроводную передачу радиосигналов.
Первая научная работа Боса «О поляризации электрических лучей двупреломляющими кристаллами» была доложена в Бенгальском Азиатском обществе в мае 1895 года (через год после выхода статьи Лоджа). Его вторая статья была представлена Лондонскому Королевскому обществу лордом Рэлеем в октябре 1895 года. В декабре 1895 года лондонский журнал «Электрик» (том 36) опубликовал работу Боса «О новом электрополярископе». Тогда слово «когерер», выдуманное Лоджем, использовалось в англоговорящем мире для приёмников или датчиков волн Герца. «Электрик» с готовностью прокомментировал когерер Боса (в декабре 1895 года). Журнал «Англичанин» 18 января 1896 года, цитируя «Электрик», прокомментировал это событие следующим образом:

Профессор Бос преуспел в совершенствовании и патентовании своего «когерера», со временем мы увидим целую береговую систему оповещения всего судоходного мира, полностью изменённую бенгальским учёным, работающим в одиночку в нашей лаборатории Президентского колледжа.

Бос планировал «усовершенствовать свой когерер», но никогда не думал о его патентовании.
В 1896 году Бос был в Лондоне с лекционным туром и встречался в это время с Маркони, который проводил в Лондоне беспроводные эксперименты для британского почтового ведомства. В интервью Бос выразил незаинтересованность коммерческой телеграфией и предложил, чтобы результаты его исследований использовали другие. В 1899 году в докладе, сделанном в Королевском обществе Лондона, Бос объявил о разработке им «железно-ртутно-железного когерера с телефонным детектором».
Некоторые исследователи считают, что демонстрация Боса удалённой беспроводной передачи сигналов имеет приоритет над опытами Маркони. Он был первым, кто использовал полупроводниковый переход для обнаружения радиоволн, и он изобрёл множество микроволновых компонентов, кажущихся сегодня привычными и простыми. В 1954 году Пирсон и Брэттон обращали внимание на то, что Босу принадлежит приоритет использования полупроводникового кристалла в качестве детектора радиоволн. Дальнейшая работа в миллиметровом диапазоне длин волн практически не велась в течение почти 50 лет. В 1897 году Бос написал в Королевскую ассоциацию в Лондон о своих исследованиях миллиметрового диапазона, выполненных в Калькутте. Он использовал волноводы, рупорные антенны, диэлектрические линзы, различные поляризаторы и даже полупроводники на частотах выше 60 ГГц; большая часть его оригинального оборудования все ещё существует в Институте Боса в Калькутте. 1,3 мм многолучевой приёмник, созданный на основе его оригинальных работ 1897 года, сейчас используется на 12-метровом радиотелескопе в штате Аризона, США.
Сэр Невилл Мотт, нобелевский лауреат 1977 года за вклад в развитие твердотельной электроники, отметил, что:

Джагдиш Чандра Бос опередил своё время по крайней мере на 60 лет
 и 

Фактически он предвидел существование полупроводников P-типа и N-типа.

## Исследование растений
После работ в области передачи радиосигналов и исследования свойств микроволнового диапазона Бос заинтересовался физиологией растений. В 1927 году он создал теорию подъёма сока в растениях, известную сегодня как жизненная теория подъёма сока. Согласно этой теории, подъём сока в растениях инициируют электромеханические пульсации, происходящие в живых клетках.
Он сомневался в корректности самой популярной на тот момент и являющейся сегодня общепринятой теории натяжения-сцепления Диксона и Джоли, предложенной ими в 1894 году. Несмотря на то, что существование явления обратного давления в тканях растений экспериментально доказано, полностью отвергать гипотезу Боса было бы ошибочно. Так, Канни в 1995 году экспериментально продемонстрировал пульсации в соединениях эндодермиса живых клеток (т. н. 'Теория CP'). При изучении раздражимости растений Бос с помощью изобретённого им крескографа показал, что растения отвечают на различные воздействия так, как будто обладают нервной системой, подобной нервной системе животных. Таким образом, он обнаружил параллелизм между тканями растений и животных. Его эксперименты показали, что растения растут быстрее в случае звучания приятной музыки и их рост замедляется в случае воспроизведения слишком громких или резких звуков.
Его главным вкладом в биофизику является демонстрация электрической природы передачи в растениях различных воздействий (порезов, химических реагентов). До Боса считалось, что реакция на стимулы в растениях — химической природы. Предположения Боса были экспериментально доказаны. Также он впервые изучил действие микроволн на ткани растений и соответствующих изменений в мембранном потенциале клетки, механизм эффекта сезонов в растениях, эффекта химического ингибитора на стимулы растений, эффекта температуры и т. д. Исходя из результатов анализа природы изменения мембранного потенциала клеток растений при различных условиях, Бос утверждал, что:

 растения могут чувствовать боль, понять привязанность и т. д.

## Научная фантастика
В 1896 году Бос написал Niruddesher Kahini — первую большую работу в научной фантастике Бенгалии. Позже он опубликовал рассказ Polatok Tufan в книге Obbakto. Он был первым автором научной фантастики, писавшим на бенгальском языке.

## Бос и патенты
Бос не был заинтересован в патентовании своих изобретений. В пятничном вечернем докладе в Лондонском Королевском Институте он публично продемонстрировал конструкцию своего когерера. Так, «Electric Engineer» выражал

 удивление, что Бос не сделал секрета из своей конструкции, таким образом открыв её всему миру, что позволит использовать когерер на практике и, возможно, для извлечения прибыли.
Бос отклонил предложение подписать соглашение о вознаграждении от изготовителя беспроводных аппаратов. Сара Чапмэн Булл — одна из американских подруг Боса — уговорила его подать заявку на патент «детектор электрических возмущений». Заявка была подана 30 сентября 1901 года, и 29 марта 1904 года был выдан патент США № 755840. Выступая в августе 2006 года в Нью-Дели на семинаре Наше будущее: идеи и их роль в цифровом веке, председатель совета директоров Дэли в области IT доктор Рамамурси так сказал об отношении Боса к патентам:

 Его неприятие любой формы патентования хорошо известно. Он писал об этом в своём письме из Лондона Рабиндранату Тагору, датированном 17 мая 1901 года. И причина не в том, что сэр Джагадиш не понимал выгод патентования. Он был первым индусом, который получил патент США (№ 755840) в 1904 году. Сэр Джагадиш не был одинок в своём неприятии патентования. Конрад Рентген, Пьер Кюри и многие другие учёные и изобретатели также выбрали такой путь по моральным соображениям.

Бос также отметил своё отношение к патентам в своей вступительной лекции на открытии Института Боса (англ.) 30 ноября 1917 года.

## Наследие
Место Боса в истории сегодня оценено по достоинству. Ему приписывают изобретение первого устройства беспроводного обнаружения, открытие и исследование электромагнитных волн миллиметрового диапазона, и он считается пионером в области биофизики.
Многие из его инструментов до сих пор демонстрируются и остаются в значительной степени годными к работе, более чем через 100 лет после создания. Они включают различные антенны, поляризаторы, волноводы, которые используются в современном исполнении сегодня.
Ознаменовывая столетие его рождения, в 1958 году в Западной Бенгалии начата образовательная программа JBNSTS.

## Научные работы
Журналы
- В журнале Nature опубликовано 27 статей Боса.
- J. C. Bose. On Elektromotive Wave accompanying Mechanical Disturbance in Metals in Contact with Electrolyte. Proc. Roy. Soc. 70, 273—294, 1902.
- J. C. Bose. Sur la réponse électrique de la matière vivante et animée soumise à une excitation. — Deux procédés d’observation de la réponse de la matière vivante. Journ. de phys. (4) 1, 481—491, 1902.

Книги
- Response in the Living and Non-living Архивная копия от 25 сентября 2014 на Wayback Machine, 1902
- Plant response as a means of physiological investigation, 1906
- Comparative Electro-physiology Архивная копия от 25 сентября 2014 на Wayback Machine: A Physico-physiological Study, 1907
- Researches on Irritability of Plants Архивная копия от 25 сентября 2014 на Wayback Machine, 1913
- Physiology of the Ascent of Sap, 1923
- The physiology of photosynthesis, 1924
- The Nervous Mechanisms of Plants, 1926
- Plant Autographs and Their Revelations, 1927
- Growth and tropic movements of plants, 1928
- Motor mechanism of plants, 1928

В русском переводе
- Бос, Джагдиш Чандра Избранные произведения по раздражимости растений: В 2 т. / Ред.-сост. А. М. Синюхин ; Отв. ред. проф. И. И. Гунар. — Москва: Наука, 1964.

Другие источники
- J.C. Bose, Collected Physical Papers. New York, N.Y.: Longmans, Green and Co., 1927
- Abyakta (Bangla), 1922

## Награды и звания
- Компаньон Ордена Индийской империи (CIE), 1903 год.
- Компаньон Ордена Звезды Индии (CSI), 1912 год.
- Рыцарь-бакалавр, 1917 год.
- Член Лондонского королевского общества, 1920 год.
- Член Венской академии наук, 1928 год.
- Президент 14-й сессии съезда учёных Индии, 1927 год.
- Член лиги Nations' Committee по Intellectual cooperation.
- Один из основателей института National Institute of Sciences of India, ныне известного как Indian National Science Academy (INSA), 1935 год
- 25 июня 2009 года Индийский ботанический сад переименован в честь Боса «Индийский ботанический сад имени ачарьи Джагдиша Чандры Боса»[25].
- В 1970 году в честь Джагдиш Чандра Боса назван кратер Бозе на Луне.